# Post
Un post è un messaggio testuale, con funzione di opinione o commento o intervento, inviato in uno spazio comune sul Web per essere pubblicato.
Tali spazi possono essere gruppi di discussione, forum, blog, libro degli ospiti, shoutbox, rete sociale e qualunque altro tipo di strumento telematico (con esclusione delle chat e dei sistemi di messaggistica istantanea) che consenta a un utente generico di Internet di lasciare un proprio messaggio pubblico. Anche la sezione relativa ai commenti dei lettori sottostante gli articoli dei giornali on-line (o di qualsiasi altro spazio di contenuti web) è formata da post.
L'etimologia della parola deriva dall'inglese "to post" ovvero spedire, inviare. Nel caso specifico si "invia" il messaggio al server dello spazio comune dove vogliamo sia pubblicato, il quale a seconda di come è stato programmato inoltra la richiesta all'amministratore dello spazio web o lo pubblica direttamente (nel caso di forum e blog).
Per i vizi dei post che rompono le regole, vedi in particolare forum.

## Censura
Un post sul web (e in particolare sui social) può essere censurato per diversi motivi, fra cui:
- spam
- violazione di diritti d'autore
- incitamento all'odio
- insulti
- falsa pubblicità o pubblicità invasiva
- diffusione di fake news
- pornografia

## Esempi

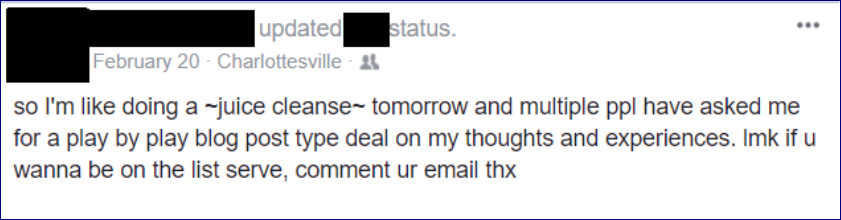
Post su Facebook
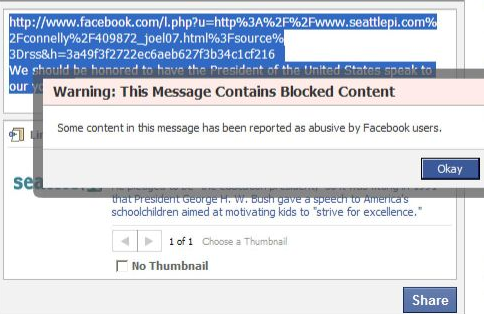
Post su Facebook bloccato e quindi senza permesso di pubblicazione.
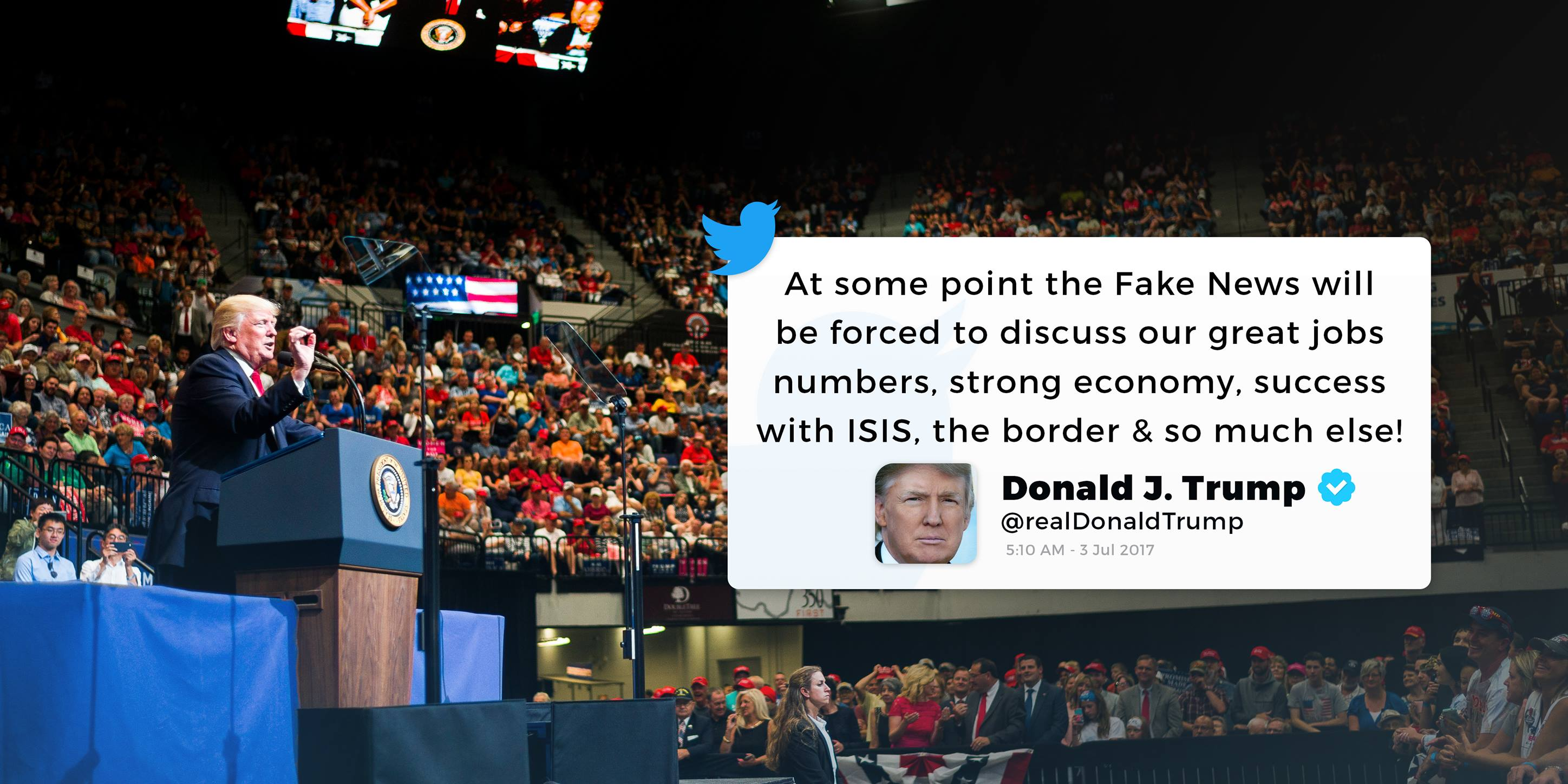
Post su Twitter.
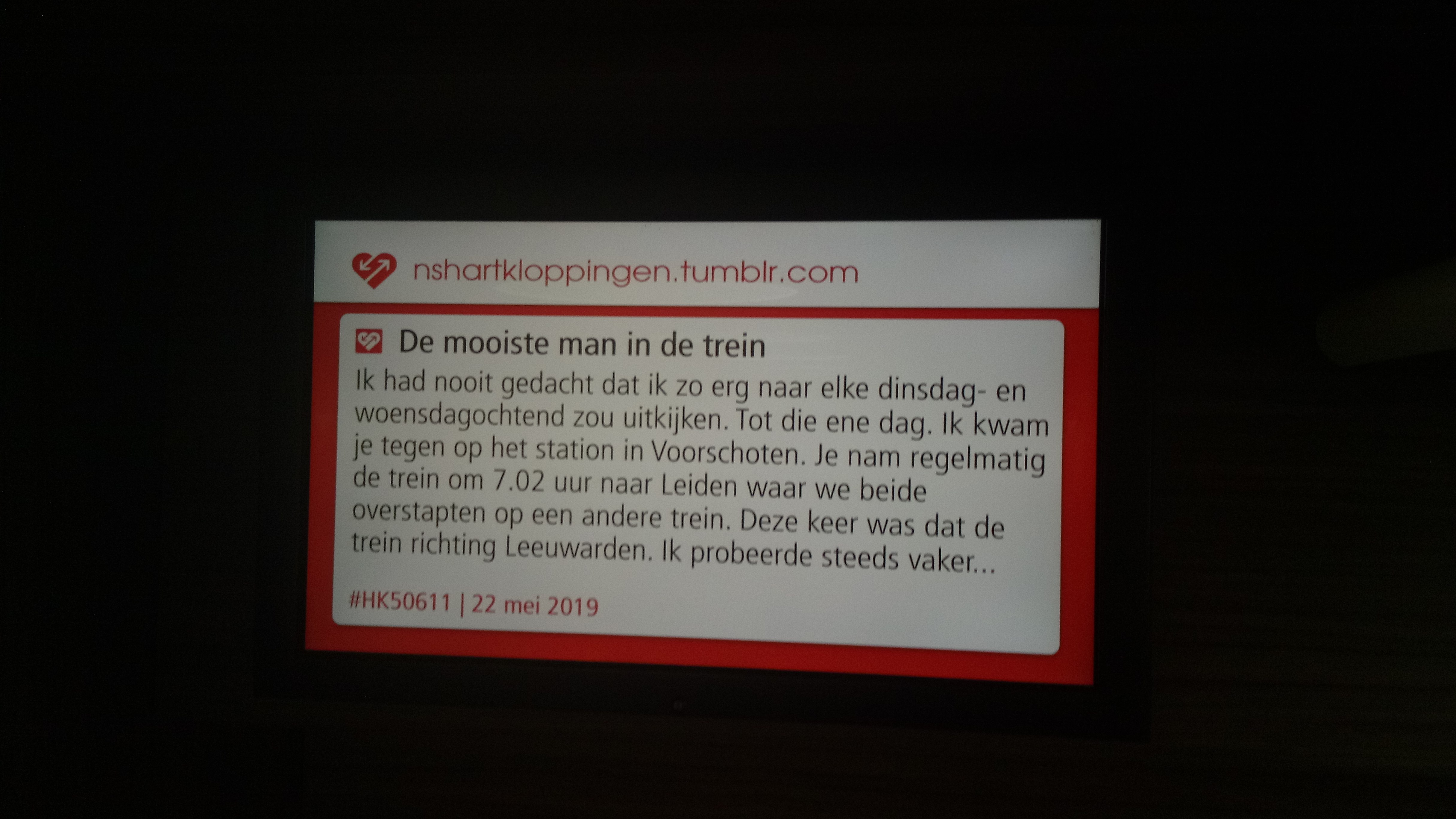
Post su Tumblr.
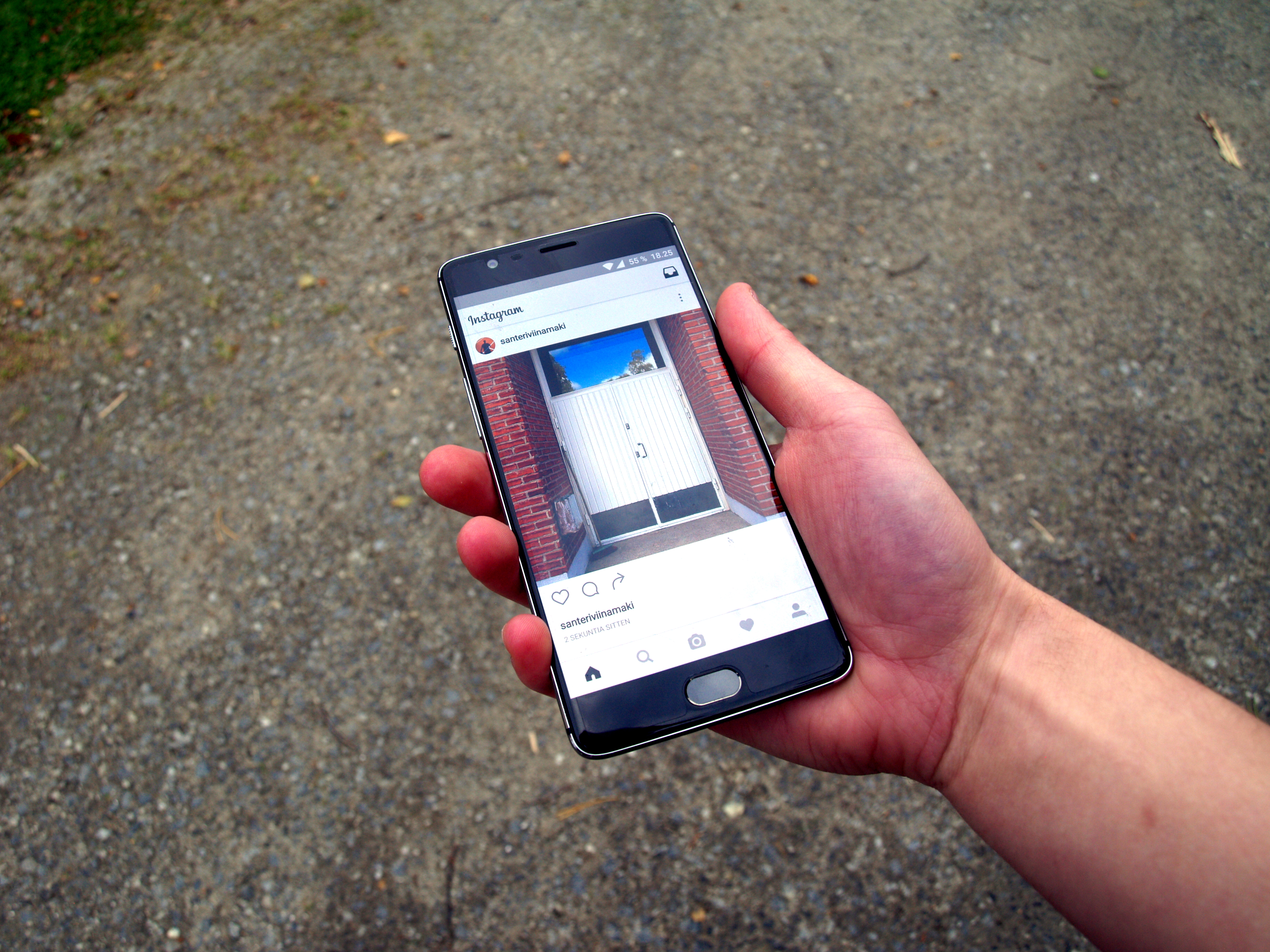
Post su Instagram.
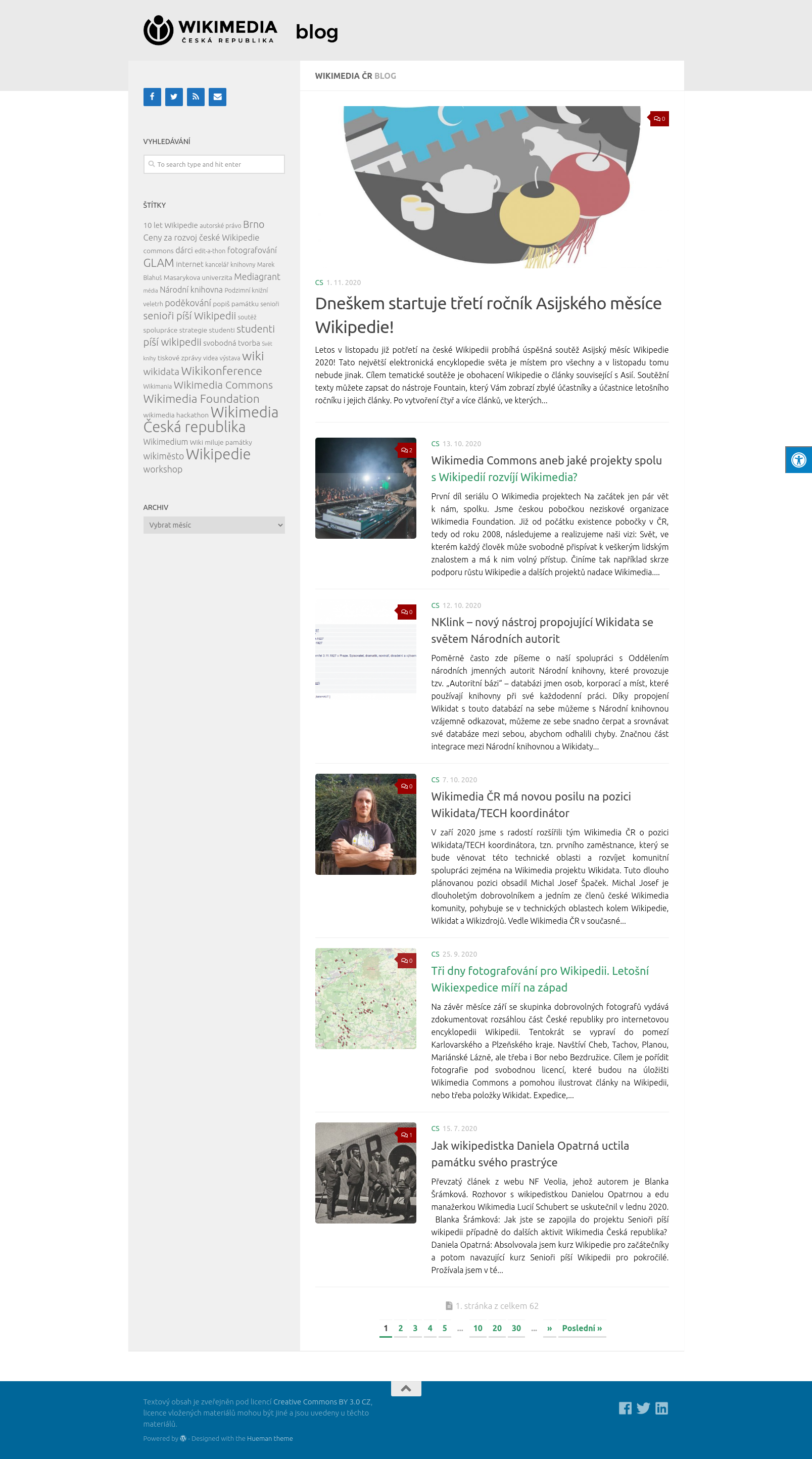
Post sul blog di Wikimedia.
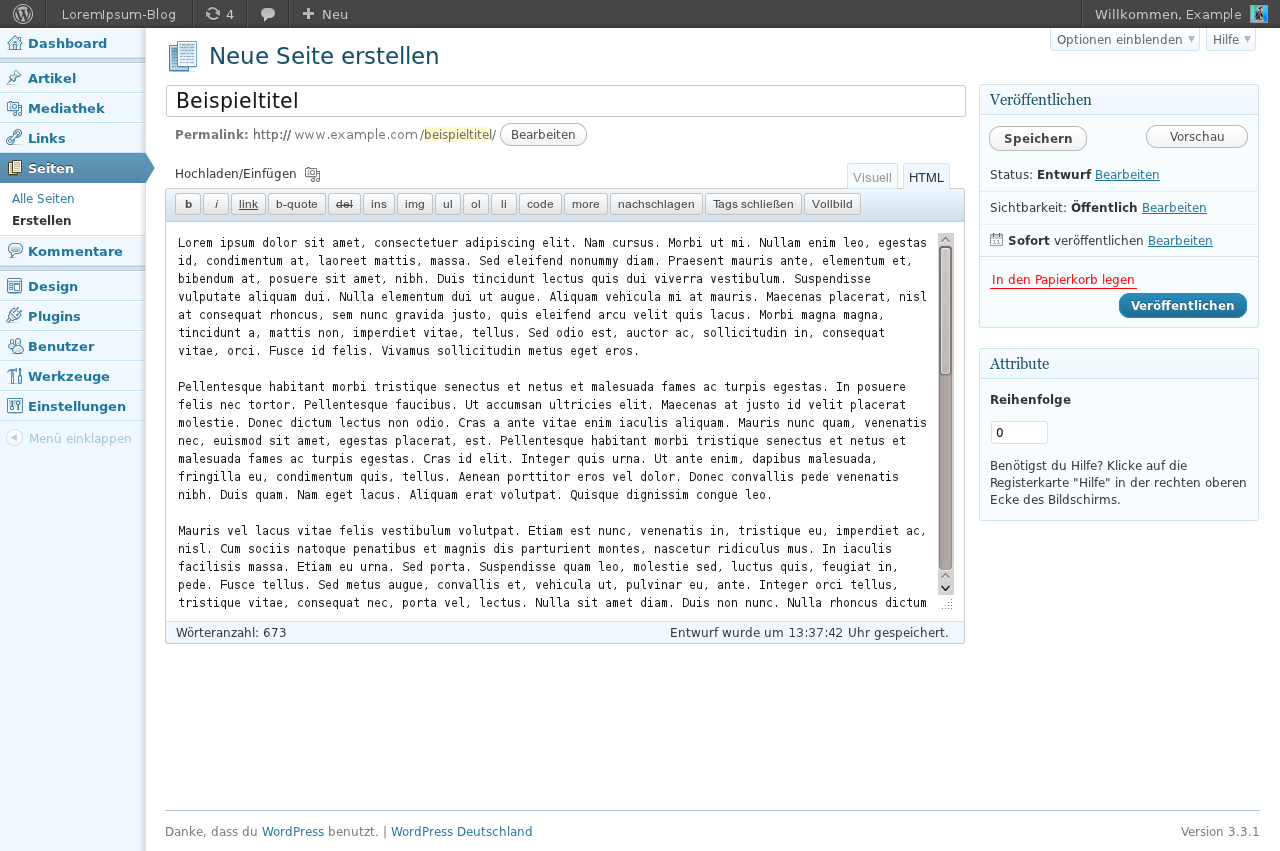
Post in Wordpress